# Grevillea bronwenae
Grevillea bronwenae,  es una especie de arbusto  del gran género  Grevillea perteneciente a la familia  Proteaceae. Es originaria del sudoeste de Australia Occidental.

## Descripción
Crece alcanzando un tamaño de entre 0,5 y 1,8 metros de altura y tiene hojas elípticas a lineares. Estas miden de 40 a 120 mm de largo y 2 a 10 mm de ancho y tienen los márgenes recurvados. Las flores son rojas y se producen entre junio y noviembre en su rango nativo. Estas son seguidas por frutos ovoides de 15 mm de largo.

## Taxonomía
Grevillea bronwenae fue descrita por Gregory John Keighery y publicado en Nuytsia 7: 128. 1990.
Etimología
Grevillea, el nombre del género fue nombrado en honor de Charles Francis Greville, cofundador de la Royal Horticultural Society.
bronwenae, el epíteto fue otorgado por Robert Brown.